# Алехандро Пуерто
Алехандро Пуерто Діаз (ісп. Alejandro Puerto Díaz; нар. 1 жовтня 1964, Пінар-дель-Ріо, провінція Пінар-дель-Ріо) — кубинський борець вільного стилю, дворазовий чемпіон світу, бронзовий призер та чотириразовий переможець Панамериканських чемпіонатів, дворазовий бронзовий, срібний призер та чемпіон Панамериканських ігор, дворазовий срібний та дворазовий бронзовий Кубків світу, чемпіон Олімпійських ігор.

## Біографія
Боротьбою почав займатися з 1976 року. Виступав за борцівський клуб «Cerro Pelado» з Пінар-дель-Ріо. Тренувався під керівництвом Хуана Кабалльєро.

## Спортивні результати на міжнародних змаганнях

### Виступи на Олімпіадах
| Змагання                    | Збірна | Вагова категорія          | Місце  |
| --------------------------- | ------ | ------------------------- | ------ |
| Літні Олімпійські ігри 1992 | Куба   | вільна боротьба, до 57 кг | Золото |
| Літні Олімпійські ігри 1996 | Куба   | вільна боротьба, до 57 кг | 15     |

У фіналі літніх Олімпійських ігор 1992 року в Барселоні боровся проти білоруського борця з Об'єднаної команди Сергія Смаля і виграв з рахунком 5:0.

### Виступи на Чемпіонатах світу
| Змагання                        | Збірна | Вагова категорія          | Місце  |
| ------------------------------- | ------ | ------------------------- | ------ |
| Чемпіонат світу з боротьби 1985 | Куба   | вільна боротьба, до 57 кг | 6      |
| Чемпіонат світу з боротьби 1986 | Куба   | вільна боротьба, до 57 кг | 4      |
| Чемпіонат світу з боротьби 1989 | Куба   | вільна боротьба, до 57 кг | 8      |
| Чемпіонат світу з боротьби 1990 | Куба   | вільна боротьба, до 57 кг | Золото |
| Чемпіонат світу з боротьби 1994 | Куба   | вільна боротьба, до 57 кг | Золото |
| Чемпіонат світу з боротьби 1995 | Куба   | вільна боротьба, до 57 кг | 14     |

### Виступи на Панамериканських чемпіонатах
| Змагання                                   | Збірна | Вагова категорія          | Місце  |
| ------------------------------------------ | ------ | ------------------------- | ------ |
| Панамериканський чемпіонат з боротьби 1987 | Куба   | вільна боротьба, до 57 кг | Золото |
| Панамериканський чемпіонат з боротьби 1988 | Куба   | вільна боротьба, до 57 кг | Золото |
| Панамериканський чемпіонат з боротьби 1990 | Куба   | вільна боротьба, до 57 кг | Золото |
| Панамериканський чемпіонат з боротьби 1991 | Куба   | вільна боротьба, до 57 кг | Срібло |
| Панамериканський чемпіонат з боротьби 1992 | Куба   | вільна боротьба, до 57 кг | Золото |

### Виступи на чемпіонатах Центральної Америки
| Змагання                                      | Збірна | Вагова категорія          | Місце  |
| --------------------------------------------- | ------ | ------------------------- | ------ |
| Чемпіонат Центральної Америки з боротьби 1984 | Куба   | вільна боротьба, до 57 кг | Золото |
| Чемпіонат Центральної Америки з боротьби 1990 | Куба   | вільна боротьба, до 57 кг | Золото |

### Виступи на Панамериканських іграх
| Змагання                  | Збірна | Вагова категорія          | Місце  |
| ------------------------- | ------ | ------------------------- | ------ |
| Панамериканські ігри 1983 | Куба   | вільна боротьба, до 52 кг | Бронза |
| Панамериканські ігри 1987 | Куба   | вільна боротьба, до 57 кг | Золото |
| Панамериканські ігри 1991 | Куба   | вільна боротьба, до 57 кг | Срібло |
| Панамериканські ігри 1995 | Куба   | вільна боротьба, до 57 кг | Бронза |

### Виступи на Центральноамериканських і Карибських іграх
| Змагання                                     | Збірна | Вагова категорія          | Місце  |
| -------------------------------------------- | ------ | ------------------------- | ------ |
| Центральноамериканські і Карибські ігри 1982 | Куба   | вільна боротьба, до 52 кг | Срібло |
| Центральноамериканські і Карибські ігри 1986 | Куба   | вільна боротьба, до 57 кг | Золото |
| Центральноамериканські і Карибські ігри 1990 | Куба   | вільна боротьба, до 57 кг | Золото |

### Виступи на Кубках світу
| Змагання                    | Збірна | Вагова категорія          | Місце  |
| --------------------------- | ------ | ------------------------- | ------ |
| Кубок світу з боротьби 1986 | Куба   | вільна боротьба, до 57 кг | Срібло |
| Кубок світу з боротьби 1988 | Куба   | вільна боротьба, до 57 кг | Срібло |
| Кубок світу з боротьби 1989 | Куба   | вільна боротьба, до 57 кг | Бронза |
| Кубок світу з боротьби 1993 | Куба   | вільна боротьба, до 57 кг | 4      |
| Кубок світу з боротьби 1993 | Куба   | вільна боротьба, до 57 кг | Бронза |

### Виступи на інших змаганнях
| Змагання                                                             | Збірна | Вагова категорія          | Місце  |
| -------------------------------------------------------------------- | ------ | ------------------------- | ------ |
| Гран-прі Німеччини з боротьби 1990                                   | Куба   | вільна боротьба, до 57 кг | 7      |
| Панамериканський Олімпійський кваліфікаційний турнір з боротьби 1996 | Куба   | вільна боротьба, до 57 кг | Золото |
| Гран-прі Німеччини з боротьби 1996                                   | Куба   | вільна боротьба, до 57 кг | Бронза |